# Perinoia cuneifrons
Perinoia cuneifrons är en insektsart som beskrevs av Jacobi 1941. Perinoia cuneifrons ingår i släktet Perinoia och familjen spottstritar. Inga underarter finns listade i Catalogue of Life.